# تشیهالین
تشیهالین (به چکی: Číhalín) یک منطقهٔ مسکونی در جمهوری چک است که در منطقه تربیچ واقع شده‌است. تشیهالین ۶٫۳۳ کیلومتر مربع مساحت و ۱۸۳ نفر جمعیت دارد و ۴۸۹ متر بالاتر از سطح دریا واقع شده‌است.